# Sporotrichum olivaceum
Sporotrichum olivaceum är en svampart som beskrevs av Pers. 1822. Sporotrichum olivaceum ingår i släktet Sporotrichum och familjen Fomitopsidaceae.   Inga underarter finns listade i Catalogue of Life.